# Ledra fumata
Ledra fumata är en insektsart som beskrevs av Kuoh. Ledra fumata ingår i släktet Ledra och familjen dvärgstritar. Inga underarter finns listade i Catalogue of Life.